# Anton Flavel
Anton James Flavel (Narrogin, 3 maggio 1969) è un atleta paralimpico australiano. Nella sua classe di disabilità detiene il record mondiale di lancio del giavellotto e il record australiano nel salto in alto e nel getto del peso.

## Biografia
Anton Flavel è nato nel 1969 nell'Australia occidentale, con una disabilità mentale. Ha partecipato ai primi Giochi mondiali per atleti con disabilità mentale a Härnösand, in Svezia, dove ha vinto due medaglie d'oro, nel lancio del giavellotto e nel lancio del disco, e una medaglia di bronzo nel salto in lungo. Ai Giochi paralimpici per persone con disabilità mentale di Madrid 1992 ha ottenuto una medaglia d'oro nel lancio del giavellotto e due medaglie di bronzo nel salto in alto e nel lancio del disco. Grazie all'oro vinto a Madrid, è stato insignito della medaglia dell'ordine dell'Australia.
Flavel ha vinto il titolo mondiale nel getto del peso categoria F20 ai Campionati mondiali paralimpici di Berlino 1994. Quattro anni dopo, ha ottenuto la medaglia di bronzo nella stessa gara svoltasi a Birmingham.
Nel 1997, è diventato il primo atleta con disabilità mentale a ricevere una borsa di studio per l'Australian Institute of Sport, che ha lasciato dopo i Giochi di Sydney 2000, dove ha conquistato il titolo paralimpico nel lancio del giavellotto categoria F20.
Nel 2000, gli è stata conferita la medaglia dello sport australiano. È sposato con l'atleta paralimpica Trish Flavel.

## Palmarès
| Anno | Manifestazione                                      | Sede       | Evento                     | Risultato | Prestazione | Note |
| ---- | --------------------------------------------------- | ---------- | -------------------------- | --------- | ----------- | ---- |
| 1992 | Giochi paralimpici per persone con handicap mentale | Madrid     | Salto in alto              | Bronzo    |             |      |
| 1992 | Giochi paralimpici per persone con handicap mentale | Madrid     | Lancio del disco           | Bronzo    |             |      |
| 1992 | Giochi paralimpici per persone con handicap mentale | Madrid     | Lancio del giavellotto     | Oro       |             |      |
| 1994 | Mondiali paralimpici                                | Berlino    | Getto del peso F20         | Oro       | 10,48 m     |      |
| 1998 | Mondiali paralimpici                                | Birmingham | Getto del peso F20         | Bronzo    | 10,99 m     |      |
| 2000 | Giochi paralimpici                                  | Sydney     | Lancio del giavellotto F20 | Oro       | 52,50 m     |      |